# Donnally Glacier
Donnally Glacier är en glaciär i Antarktis. Den ligger i Östantarktis. Australien gör anspråk på området. Donnally Glacier ligger 926 meter över havet.
Terrängen runt Donnally Glacier är varierad, och sluttar österut. Trakten är obefolkad. Det finns inga samhällen i närheten. 